# Camille Virot
Pour les articles homonymes, voir Virot.
Camille Virot, né le 1er juillet 1947 à Calmoutier (Haute-Saône), est un céramiste français.

## Biographie
Il crée son atelier en 1972. Il utilise la technique japonaise du raku pour réaliser ses œuvres. 

## Expositions
- 1981 : « Camille Virot, itinéraire raku 1972–1980 », Institut français de Stuttgart (organisé par Wolfgang Kermer)
- 2016 : Galerie de l'ancienne poste de Toucy[1]